# Pentax K10D
Pentax K10D — цифровой однообъективный зеркальный фотоаппарат полупрофессионального уровня фирмы Pentax. Эта модель и производившаяся по лицензии Samsung GX-10, обладающие 10,1 Мпикс ПЗС-матрицами, были анонсированы в 2006 году. Разработка этих моделей велась в сотрудничестве между японской фирмой Pentax и корейской Samsung. K10D был анонсирован 13 сентября 2006 года, а его продажи начались в середине ноября того же года. GX-10 был анонсирован на неделю позже, но стал доступен в продаже лишь с начала 2007 года. Пришедшая на смену K10D обновленная модель K20D была официально анонсирована 23 января 2008 года. K10D был отмечен наградой «Камера года» в 2007 году.
K10D сочетает в себе такие вещи как: 10.2 ПЗС-матрицу, 22-битный АЦП, систему предотвращения «смаза» изображения (подвижная матрица), механизм очистки светочувствительного сенсора от пыли и пылевлагозащищенный корпус. Кроме того, камера была оснащена новым графическим процессором «PRIME» (Pentax Real IMage Engine) с интерфейсом DDR2 RAM и пропускной способностью 800 MB/с.
Изображение в K10D могут быть сохранены в форматах: JPG, Pentax-Raw (PEF) или стандартном DNG (Pentax K10D стала первой камерой изначально поддерживающей формат DNG).

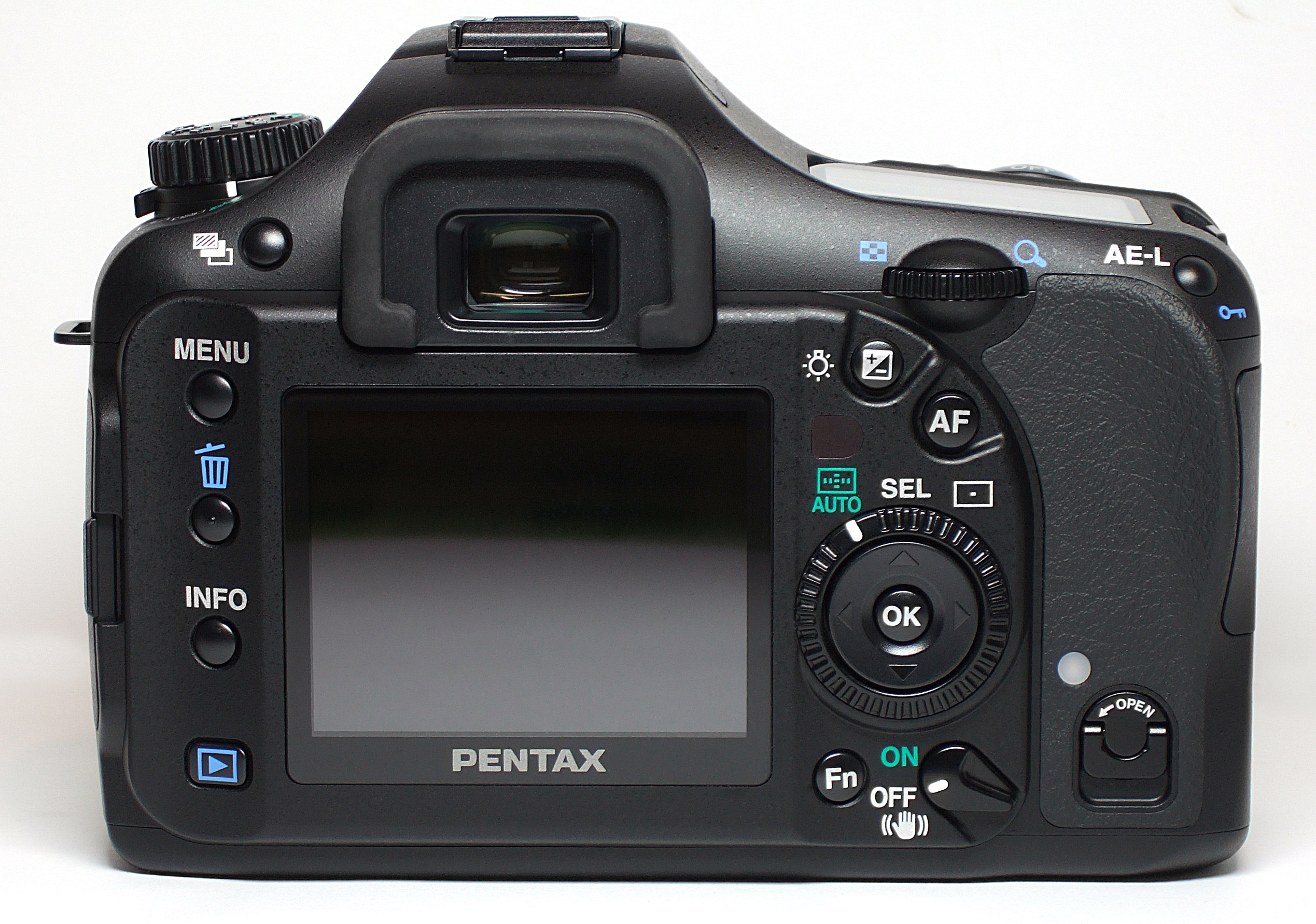
Вид сзади.
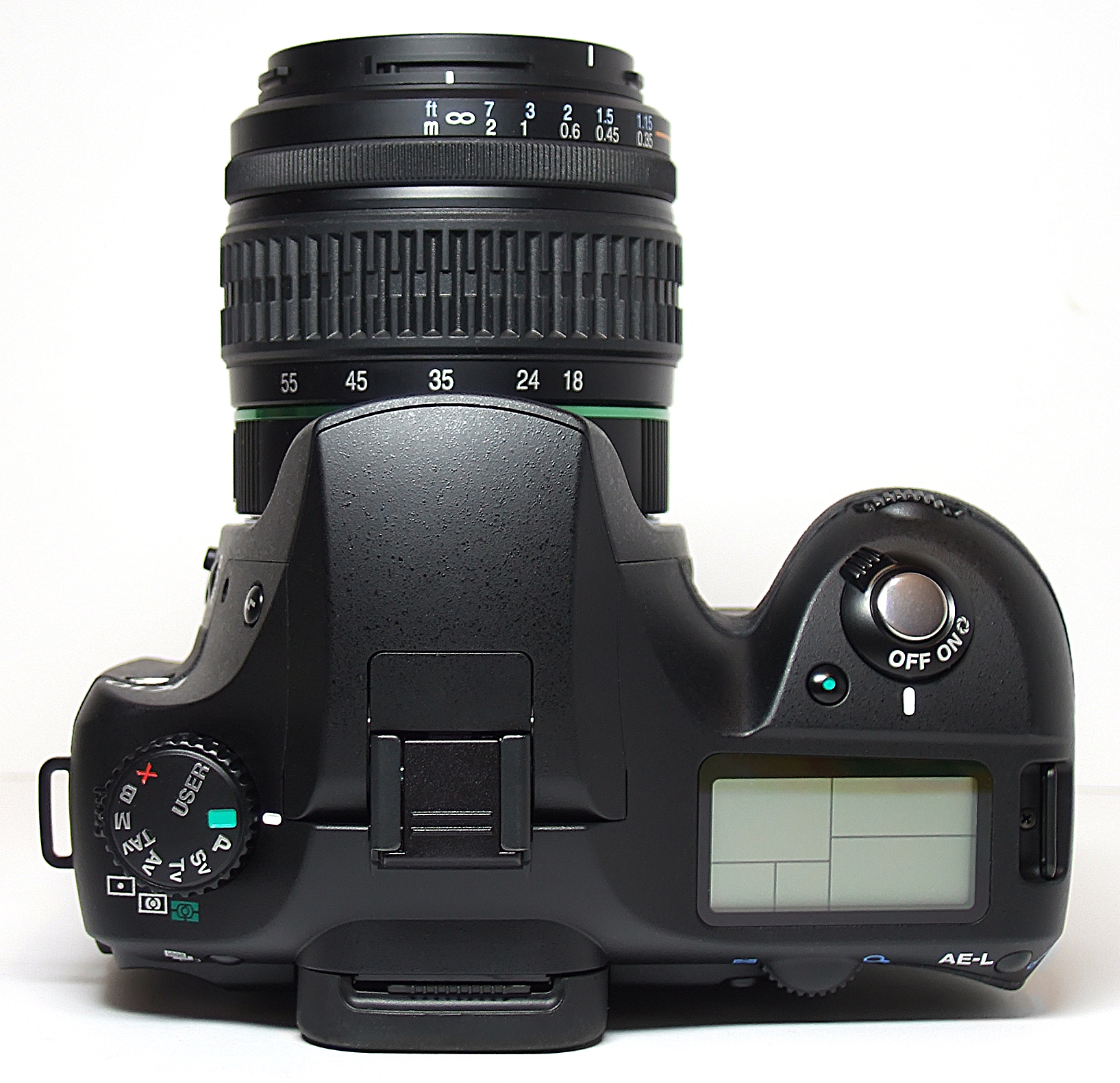
Вид сверху.
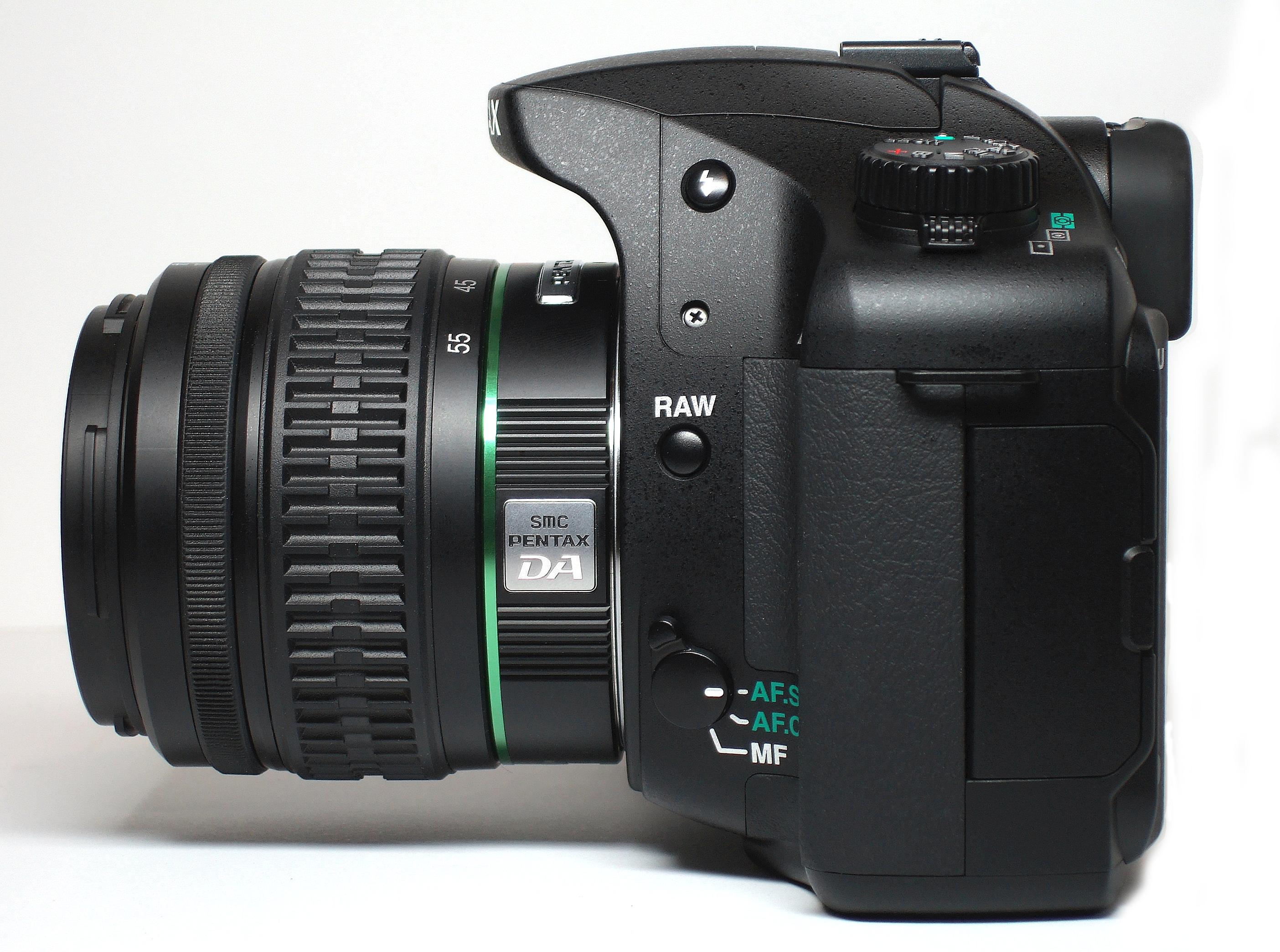
Вид слева.

Поставлялся в следующих комплектациях:
- Body. Фотоаппарат без объектива.
- «Короткий» kit. Фотоаппарат с кит-объективом SMC Pentax DA 18-55 mm f/3,5-5,6 AL.
- «Длинный» kit. Фотоаппарат с kit-объективом SMC Pentax DA 50-200мм f/4-5.6 ED.
- Double kit. Фотоаппарат с набором из двух kit-объективов SMC Pentax DA 50-200 мм f/4-5.6 ED и SMC Pentax DA 18-55 mm f/3,5-5,6 AL.

На смену этой модели пришла Pentax K20D.

## Некоторые технические характеристики
- Система двойной защиты матрицы от пыли «Dust Removal».
- Поддержка новой линейки так называемых «звёздных» объективов PENTAX, имеющих ультразвуковой двигатель привода фокусировки.

## Samsung GX-10

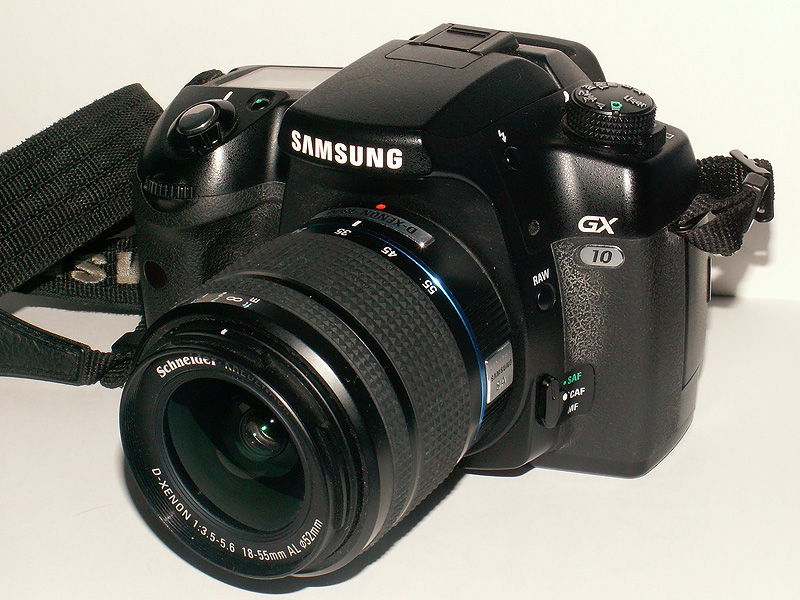
Камера-клон Samsung GX-10.

Фактически, эта камера является клоном K10D, однако есть и различия:
- Камера маркирована «Samsung», кит-объективы маркированы «Schneider Kreuznach».
- Иной шрифт надписей у кнопок, чуть иное оформление кнопок.
- Чуть иная форма ручки, при этом батарейная ручка от K10D неприменима без модификации, существует своя собственная.
- Иное программное обеспечение с отличиями в меню.
- Формат Raw поддерживается.